# Flerden
Flerden (rätoromanska: Flearda) är en ort och kommun i regionen Viamala i kantonen Graubünden, Schweiz. Kommunen har 254 invånare (2023). Orten ligger på Heinzenbergs sluttning väster om floden Hinterrhein, en halvmils körväg från regionens huvudort Thusis.

## Språk
Det inhemska språket i regionen var förr sutselvisk rätoromanska. Genom inflytande från de intilliggande Tschappina och Thusis, som germaniserades under 1300- respektive 1500-talet, gick Flerden under 1800-talet över till att bli tyskspråkigt.

## Religion
Kyrkan i Flerden reformerades på 1530-talet. Den katolska minoriteten söker kyrka i Thusis. 

## Utbildning
Flerden har en låg- och mellanstadieskola, vilken nyttjas även av grannkommunerna Tschappina och Urmein. Högstadieeleverna går i Thusis nere i dalbottnen.

## Arbetsliv
Nästan hälften av de förvärvsarbetande pendlar ut från kommunen, främst då till Thusis och andra grannkommuner.